# Principauté de Pereïaslavl

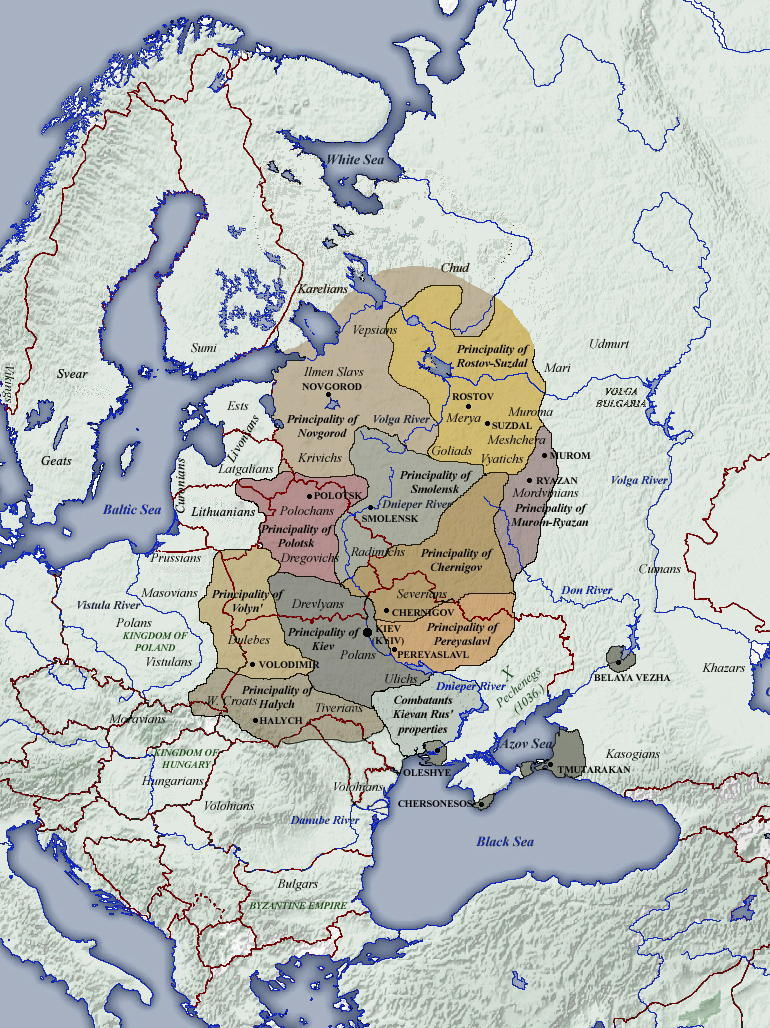
Les principautés de la Rus' de Kiev.

La Principauté de Pereïaslavl est une principauté de la Rus' de Kiev, du IXe siècle à 1302. La principauté avait pour siège la ville de Pereiaslavl qui est devenue maintenant Pereiaslav, sur la rivière Troubij. La principauté était habituellement administrée par les plus jeunes des fils du Grand Prince de Kiev. Elle s'étendait sur un territoire couvrant la rive gauche du fleuve Dniepr jusqu'au Donets.

## Histoire
La principauté de Pereïaslav est constituée pour Vsevolod Ier un fils d'Iaroslav le Sage. Elle se maintient jusqu'à la destruction de la ville par les Mongols en 1239.

## Liste des princes
- 1054-1093 : Vsevolod Ier
- 1093-1113 : Vladimir II Monomaque son fils ;
- 1125-1132 : Iaropolk II son fils ;
- 1132-1132 : Vsevolod de Pskov son neveu ;
- 1132-1133 : Iziaslav II son frère
- 1133-1133 : Viatcheslav Ier fils de Vladimir II Monomaque ;
- 1133-1135 : Iouri Dolgorouki son frère ;
- 1135-1142 : André Ier Bogolioubski son fils ;
- 1142-1142 : Viatcheslav Ier rétabli ;
- 1142-1149 : Iziaslav II rétabli ;
- 1149-1151 : Rostislav fils de Iouri Dolgorouki ;
- 1152-1155 : Mstislav II fils d'Iziaslav II ;
- 1155-1169 : Gleb fils de Iouri Dolgorouki ;
- 1169-118? : Vladimir son fils ;
- 118?-1201 : Iaroslav son neveu ;
- 1201-1213 : Iaroslav II Vladimirski son cousin germain ;
- 1228-1239 : Sviatoslav IV Vladimirski son frère.